# Mediaset España
Mediaset España (Мэдиасэ́т Эспа́нья; полное название: Mediaset España Comunicación [meðjaˈset esˈpaɲa komunikaˈθjon], прежнее название: Gestevisión Telecinco) — испанская частная медиа- и телекоммуникационная компания (медиаконгломерат). Активна главным образом в сферах информации, телевидения, производства и дистрибуции кинопродукции и рекламы.
Была создана в марте 1989 года. Входит в состав медиахолдинга MediaForEurope, который, в свою очередь, контролируется группой Fininvest. Центральное место в деятельности компании занимает телевещание. В настоящее время компания управляет следующими испанскими телеканалами: «Telecinco», «Cuatro», «Factoría de Ficción», «Boing», «Divinity» и «Energy», а также «Telecinco HD» и «Cuatro HD» (уже упомянутые два основных канала компании, но в высокой чёткости).
Владеет новостным агентством Atlas, рекламным агентством Publiespaña и кино- и телекомпанией Telecinco Cinema, которые раньше принадлежали Gestevisión, а после поглощения ей в начале 2011 года телеканала «Cuatro» стали дочерними компаниями медиагруппы Mediaset España. (В апреле 2011 года, после покупки телеканала «Cuatro» и создания нескольких новых телеканалов компания Gestevisión Telecinco была на общем собрании акционеров переименована в Mediaset España Comunicación.) Также владеет 22%-ми испанского провайдера спутникового телевидения «Canal+» и, вместе с «Mediaset», 75%-ми компании Endemol.
В 2023 году все акции компании были выкуплены медиахолдингом MediaForEurope, до этого мажоритарными акционерами Mediaset España были итальянский Mediaset S.p.A. (41,2 %) и Grupo PRISA (13,65 %).

## Телеканалы
- Telecinco
- Cuatro
- Factoría de Ficción
- Boing
- Divinity
- Energy

### Прекратившие вещание
- La Siete
- Nueve